# توالی متمرکزکننده هسته‌ای
توالی متمرکزکننده هسته‌ای (انگلیسی: Nuclear localization sequence) یا سیگنال متمرکزکننده هسته‌ای (انگلیسی: Nuclear localization signal) که به‌اختصار «NLS» نامیده می‌شود، یک توالی آمینواسیدی است که پروتئین‌ها را جهت حمل به هستهٔ سلول، نشانه‌گذاری می‌کند.
معمولاً این سیگنال از یک یا چند توالی آمینواسیدی با بارِ الکتریکیِ مثبت همچون لیزین و آرژینین بر سطح پروتئین تشکیل شده‌است و توسط یک گیرنده پروتئینی همچون ایمپورتین آلفا شناسایی می‌شود. نتیجهٔ نهایی این فعل‌وانفعالات، جابجایی و انتقالِ پروتئین هسته‌ای از خلالِ مجراهای مخصوصی در پوستهٔ هسته توسط یک فرایند وابسته به انرژی است.
عملکرد یک پروتئینِ NLS بر خلافِ عملکرد «سیگنال خروج هسته‌ای» است که کارش، نشانه‌گذاری پروتئین‌ها جهت بیرون‌آوردن‌شان از هسته است.